# 가미고촌 (이와테현)
가미고촌(上郷村)은 1954년까지 이와테현 가미헤이군에 있던 마을이다. 현재의 도노시 가미고 정 이타자와·가미고 정 사히나이·가미고 정 히라쿠라·가미고 정 히라노하라·가미고 정 호소코시·가미고 정 라이 내에 해당한다.

## 연혁
- 1889년 4월 1일 - 정촌제 시행과 함께 니시헤이군 가미고촌이 성립하였다.
- 1896년 4월 1일 - 미나미헤이군과 니시헤이군이 합병해 가미헤이군 가미고촌이 되었다.
- 1954년 12월 1일 - 도노정, 아오자사촌, 아야오리촌, 오토모촌, 쓰키모시촌, 쓰치부치촌, 마쓰자키촌이 합병해 도노시가 되었다.

## 교통

### 철도
- 일본국유철도
  - 가마이시선